# موريس غيندرون
موريس غيندرون (بالفرنسية: Maurice Gendron)‏ هو أستاذ جامعي فرنسي، ولد في 26 ديسمبر 1920 في نيس في فرنسا، وتوفي في 20 أغسطس 1990 في Grez-sur-Loing ‏ في فرنسا.

## وصلات خارجية
- موريس غيندرون على موقع IMDb (الإنجليزية)
- موريس غيندرون على موقع مونزينجر (الألمانية)
- موريس غيندرون على موقع ميوزك برينز (الإنجليزية)
- موريس غيندرون على موقع أول ميوزيك (الإنجليزية)
- موريس غيندرون على موقع ديسكوغز (الإنجليزية)
- موريس غيندرون على موقع قاعدة بيانات الفيلم (الإنجليزية)